# Rouleau à pâtisserie
Pour les articles homonymes, voir Rouleau.

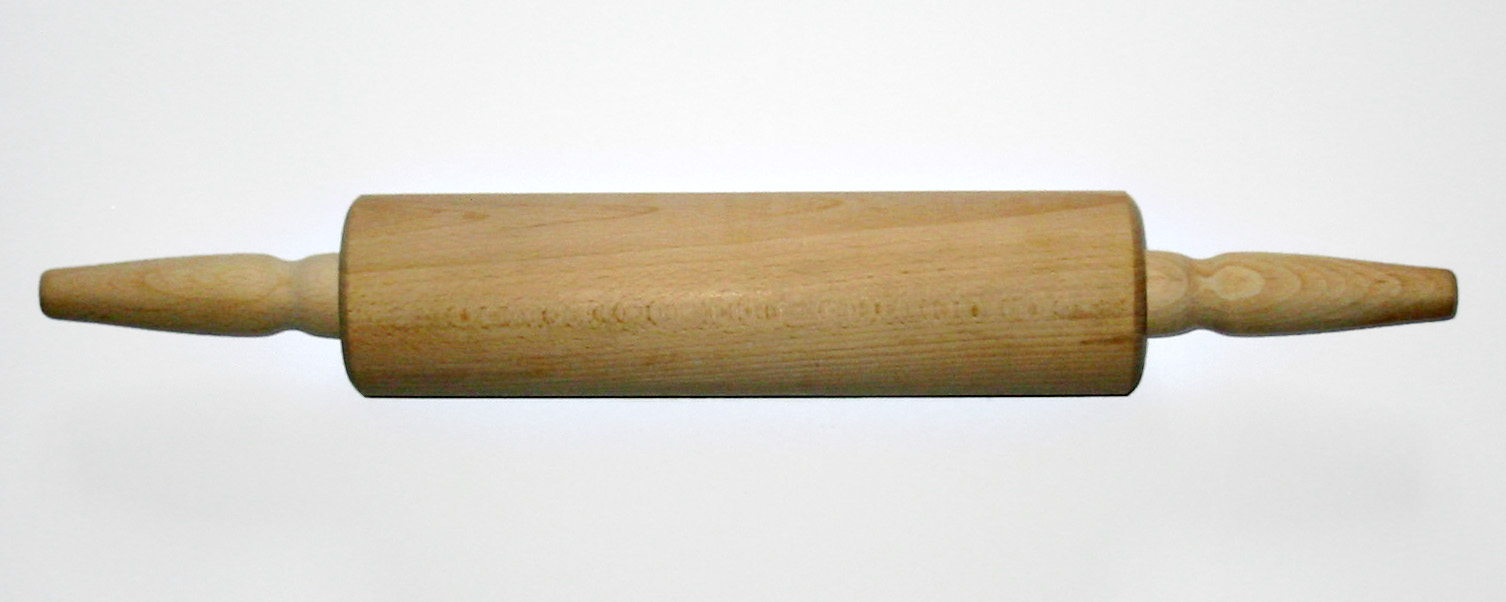
Rouleau à pâtisserie, en bois, à manche.

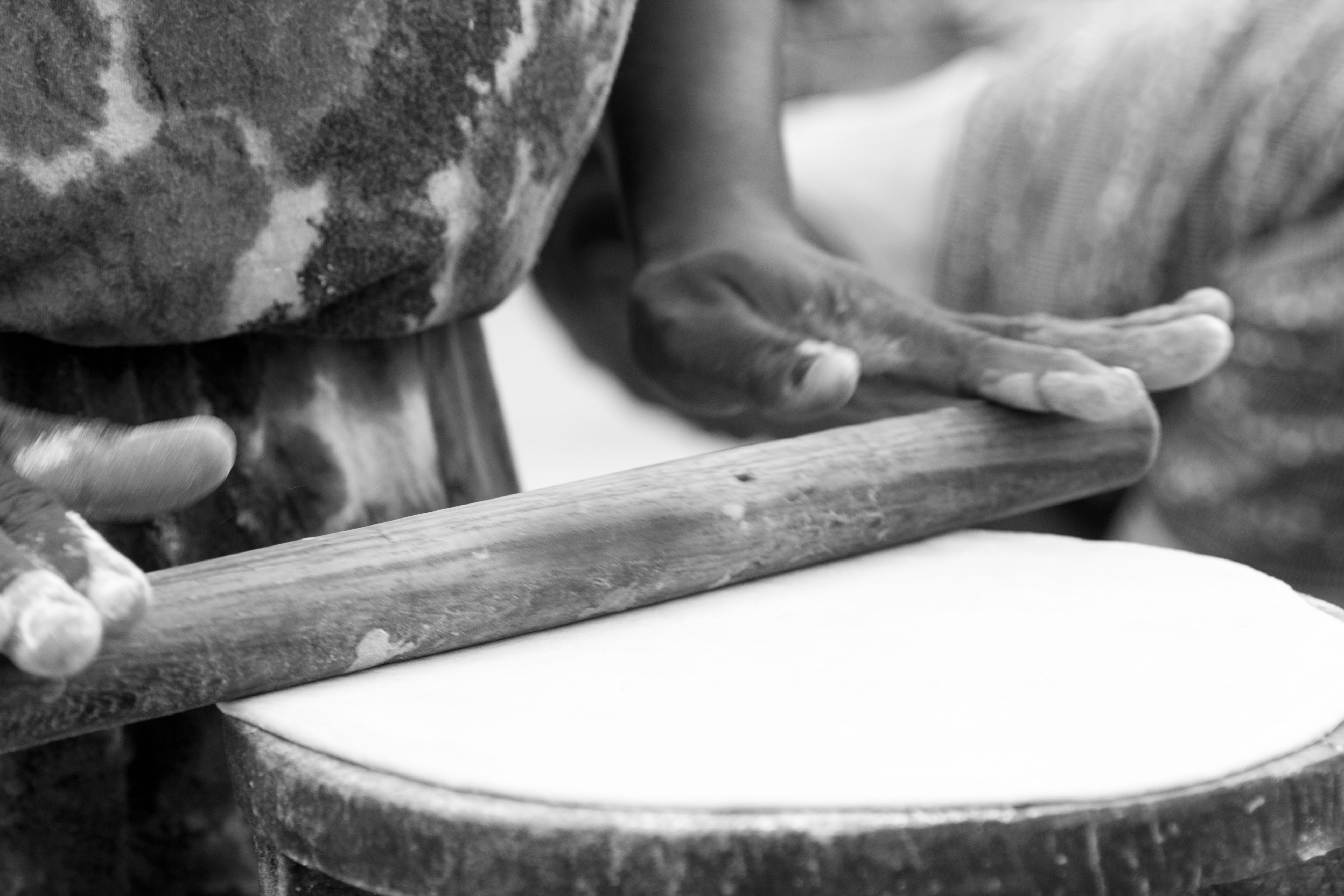
Fabrication du chapati en Tanzanie

Le rouleau à pâtisserie ou rouleau à pâte est un objet cylindrique traditionnel d'environ 30 à 40 centimètres de long, souvent en bois, qui sert à étendre les pâtes (pâte brisée, pâte feuilletée…). Il peut être muni ou non de poignées (ou manches) à ses extrémités.
Après avoir grossièrement aplati le pâton avec les mains, le rouleau est appliqué en plusieurs passages. Selon le type de préparation, la pâte peut être repliée et le rouleau repassé dessus.
Pour éviter que la pâte ne colle au rouleau et ne se déforme, le rouleau peut être saupoudré de farine. Certains modèles de rouleaux ont un revêtement anti-adhésif en polytétrafluoroéthylène.
Les professionnels utilisent des rouleaux en polyéthylène blanc ou encore en silicone blanc et de taille variable.

## Culture populaire
Les caricaturistes représentent parfois les maîtresses de maison brandissant un rouleau à pâtisserie à la façon d’une arme.   

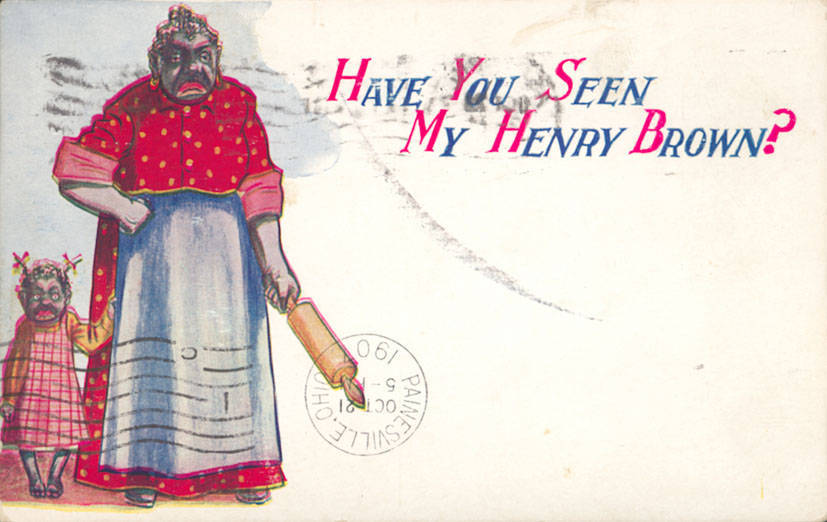

## Affaires criminelles
En 1993, Jean-Claude Romand tue dans la chambre conjugale sa femme à l'aide d'un rouleau à pâtisserie.